# Лінкевич Юрій Геннадійович
Ю́рій Генна́дійович Лінке́вич  — старшина Збройних сил України, учасник російсько-української війни.

## З життєпису
Мобілізований під час першої хвилі. 9 травня 2014 року близько 60 озброєних терористів вчинили спробу захоплення Маріупольського міського управління внутрішніх справ, внаслідок чого сталася перестрілка. Першими пораненими у 72-й бригаді стали молодший сержант Юрій Лінкевич та солдат Олександр Галич. Після одужання повернувся до частини. У боях на кордоні командир 4-ї роти піддався паніці, молодший сержант Лінкевич прийняв на себе командування ротою.
Станом на березень 2017 року — головний сержант взводу. Проживає в Боярці.

## Нагороди та вшанування
- Указом Президента України № 81/2020 від 13 березня 2020 року за «особисту мужність, виявлену у захисті державного суверенітету та територіальної цілісності України, самовіддане служіння Українському народу» нагороджений орденом «За мужність» III ступеня[3].
- медаллю «За військову службу Україні»[4].
- Нагрудним знаком «Учасник АТО» (березень 2016).